# 仁本堂
仁本堂，又名西山雕花楼，位于苏州市吴中区金庭镇堂里村河西巷21号，建于清代康熙、乾隆、道光、咸丰四朝，完成于咸丰五年，占地3亩，建筑面积4000平方米。其中老屋五进，新屋三进。整座建筑到处布满栩栩如生的木雕、砖雕、石雕艺术精品，多达三千多件。2009年列为苏州市文保单位。2011年12月30日列入第六批江苏省文物保护单位